# Pont de l'Humanité
Le pont de l'Humanité est un pont routier haubané (six paires de haubans) situé à Bruxelles. Il a été inauguré en 1995.

## Contexte de la construction
La construction de la ligne à grande vitesse au sud de Bruxelles imposait l’élargissement de la plate-forme ferroviaire au droit du boulevard de l’Humanité.
Pour différentes raisons techniques, l’ensemble de la plate-forme ferroviaire devait être franchie en une seule portée avec une épaisseur de tablier sous voirie limitée pour ne pas trop remonter le profil en long du boulevard de l’Humanité. La solution de pont à haubans à donc été choisie.

## Caractéristiques techniques
Le tablier sous voirie est constitué de deux poutres métalliques complètement enrobées de béton.